# Wallkilldel·lita-(Fe)
La wallkilldel·lita-(Fe) és un mineral de la classe dels fosfats.

## Característiques
La wallkilldel·lita-(Fe) és un fosfat de fórmula química (Ca,Cu)₄Fe₆2+(AsO₄,SiO₄)₄(OH,O)₈·18H₂O. Va ser aprovada com a espècie vàlida per l'Associació Mineralògica Internacional l'any 1997. Cristal·litza en el sistema hexagonal. La seva duresa a l'escala de Mohs es troba entre 2 i 3. És un minerals isostructural amb la wallkilldel·lita.
Segons la classificació de Nickel-Strunz, la wallkilldel·lita-(Fe) pertany a «08.DL - Fosfats, etc, amb cations de mida mitjana i gran, (OH, etc.):RO₄ = 2:1» juntament amb els següents minerals: foggita, cyrilovita, mil·lisita, wardita, agardita-(Nd), agardita-(Y), agardita-(Ce), agardita-(La), goudeyita, mixita, petersita-(Y), zalesiïta, plumboagardita, calciopetersita, cheremnykhita, dugganita, kuksita, wallkilldel·lita i angastonita.

## Formació i jaciments
Va ser descoberta a les mines de Roua, al municipi francès de Daluis, al departament dels Alps Marítims, dins la regió de Provença – Alps – Costa Blava. També ha estat descrita a la propera mina Hubac de Jourdan, així com a la mina Grand-Praz, al municipi d'Ayer (Valais, Suïssa) i al dipòsit d'Uriya, a la ciutat de Saiki (Oita, Japó). Als territoris de parla catalana ha estat descrita a la prospecció de barita de La Burguera, a la localitat catalana de Capafonts (Baix Camp).